# Eric Schopler
Eric Schopler (Fürth, 8 de fevereiro de 1927 – Mebane, 7 de julho de 2006) foi um psicólogo alemão, radicado nos Estados Unidos.
Nascido em uma família judia que imigrou para os Estados Unidos durante as perseguições nazistas, se formou no campo da psicologia do desenvolvimento. É notório por ter sido o principal nome em torno do Treatment and Education of Autistic and Related Communication Handicapped Children (TEACCH), programa pioneiro de assistência educacional para crianças autistas.